# 洪都拉斯国旗
洪都拉斯國旗由上下兩道藍色的橫條和中间一道白色橫條外加5顆藍色五角星所構成，两道蓝色横条寓意洪都拉斯位于加勒比海和太平洋之间，中间的白色横条代表洪都拉斯民众对和平的热爱，五颗五角星寄托了洪都拉斯民众对重新统一前中美洲联邦五国的期望。
2022年1月27日，该国首位女总统希奥玛拉·卡斯特罗上任后，洪都拉斯国旗的主体颜色由深蓝色改为浅蓝色。

## 國旗格式
| 色調     | 淺青           | 白色        |
| -------- | -------------- | ----------- |
| RGB      | 0-188-228      | 255-255-255 |
| 十六進制 | #00bce4        | #FFFFFF     |
| CMYK     | 100, 18, 0, 11 | 0, 0, 0, 0  |
| 潘通     | 306 C          |             |

## 歷史國旗
洪都拉斯原为西班牙帝国美洲殖民地危地馬拉的一部分，后于1821年9月15日获得獨立，但又在1823年被墨西哥帝國吞并，并被分為5部分：洪都拉斯、危地马拉、哥斯达黎加、萨尔瓦多、尼加拉瓜；1824年上述五部分脱离墨西哥，联合成立中美洲聯邦共和國。
1838年，因内部纷争，中美洲联邦共和国最终解体为5个主权国家。纵然如此，自1866年起，洪都拉斯政府在国旗上添上5顆五角星，以期盼与中美洲联邦其余四国重新合为一国。

中美洲联合省 1823年－1824年
中美洲联邦共和国 1824年－1838年
1838年-1866年
1866年-1895年
1866年-1898年 (备用)
1895年-1949年
1949年-2022年
1860年-1866年